# Sophie Weber
Maria Sophie Weber (1763- 1846) era una cantante austríaca de los siglos XVIII y XIX. Era la hermana pequeña de la esposa de Wolfgang Amadeus Mozart, Constanze, y se la recuerda principalmente por el testimonio que dejó respecto a la vida y muerte de su cuñado.

## Vida
Nació en el seno de una familia dedicada a la música. Era la menor de cuatro hermanas, todas ellas recibieron clases de canto. Dos de ellas consiguieron fama profesional: la mayor, Josepha Weber; y la segunda mayor, Aloysia Weber. Su madre era Cäcilia Weber. Se trasladó con su familia, primero a Múnich, y después a Viena, siguiendo la exitosa carrera de Aloysia. Sophie también cantó en el Burgtheater durante la temporada de 1780-1781, pero parece ser que no consiguió gran éxito como cantante a largo plazo.
Cuando Mozart se trasladó a Viena en 1781 y se hospedó por un tiempo con la familia Weber, se dice que coqueteó tanto con Sophie como con Constanze (a quién al final cortejó y se acabó casando con ella). El incompleto Allegro de una sonata para piano en si bemol mayor (KV 400), escrito por Mozart por esa época, contiene (en palabras de W. Dean Sutcliffe) "un fragmento melódico en sol menor, con los nombres de Sophie y Costanze [sic] Weber inscritos sobre un par de suspiros prolongados". En una carta del 15 de diciembre de 1781, Mozart describió a Sophie como "de buena naturaleza, pero con el corazón como una pluma" En 1782, cuando Mozart y Constanze se casaron, ella fue la única hermana Weber que asistió a la ceremonia.
En diciembre de 1791, cuando Mozart falleció, Sophie tenía 28 años, y era la única hija de la familia que todavía no se había casado. Vivía con Cäcilia, pero visitó con frecuencia la casa de los Mozart a lo largo de la breve, pero desgarradora enfermedad del compositor, y ayudó a Constanze en sus cuidados hacia su agonizante esposo. 
Se casó el 7 de enero de 1807 en Djakovar, Slavonia (hoy llamada Đakovo, en Croacia), con Jakob Haibel (1762-1826), un cantante tenor, actor, y compositor que fue autor de varios exitosos Singspiel, que fueron representados muchas veces por el grupo teatral de Emanuel Schikaneder. Haibel, de quién se dice que abandonó a su primera esposa en 1804 para fugarse con Sophie a Croacia, era director del coro de la catedral de Djakovar. Tras la muerte de Haibel, en 1826, Sophie se trasladó a Salzburgo, donde vivía Constanze, enviudada por segunda vez. En 1831 se les unió su hermana Aloysia (Josepha había muerto en 1819), también viuda, quién murió en 1839. Las dos hermanas menores siguieron viviendo juntas hasta la muerte de Constanze, en 1842.
Sophie sobrevivió por dos años a su sobrino más joven, Franz Xaver Wolfgang Mozart, y murió en Salzburgo en 1846, con 83 años.

## Recuerdos de Mozart
Los recuerdos de Sophie referentes a Mozart y a su muerte, descritos por el autor del diccionario Grove como "conmovedores", provienen de una carta que le escribió al segundo marido de Constanze, Georg Nikolaus von Nissen, con el propósito de proporcionar ayuda para la biografía de Mozart que Nissen y Constanze estaban preparando. También fue entrevistada por Vincent Novello y Mary Novello (de soltera Mary Cowden Clarke) en 1829 durante el viaje que emprendieron para reunir información sobre Mozart. Para algunos de sus recuerdos, ver Muerte de Wolfgang Amadeus Mozart.